# Filippi
Filippi (in greco antico: Φίλιπποι?, Phílippoi) è un'antica città della Macedonia e non distante dal mare Egeo, facente parte attualmente del comune di Kavala (fino al 2010 all'ex comune di Filippoi).

## Storia

### Epoca macedone ed ellenistica

#### Fondazione macedone
Filippi sorge sul sito dell'antica città di Crenides (in greco antico: Κρηνίδες, Krēnides), una colonia fondata dall'isola di Taso. Minacciati dalle costanti incursioni delle popolazioni tracie, gli abitanti di Crenides sollecitarono l'intervento di Filippo II. Nel 356 a.C., il re macedone occupò e rifondò la città, dandole il proprio nome: Filippi. Questa scelta rappresentò un'importante innovazione nel mondo greco, poiché fu uno dei primi casi in cui una città veniva intitolata a un sovrano ancora in vita, inaugurando una pratica che sarebbe divenuta comune durante l'età ellenistica. Secondo l'ipotesi più accreditata, il nome plurale Philippoi suggerisce che la nuova città sia sorta attraverso un processo di sinecismo, ovvero l'unione di Crenides con altri villaggi circostanti .

#### Importanza economica e strategica
La città assunse fin da subito un ruolo cruciale per il regno macedone per due ragioni principali: 
- Controllo delle risorse minerarie: Con la conquista di Filippi e della vicina Anfipoli, Filippo II si assicurò il controllo del massiccio del Pangeo, un'area ricca di miniere d'oro e d'argento, fondamentali per finanziare le sue campagne militari e la sua politica[4].
- Posizione strategica: Filippi era situata in un passaggio obbligato lungo la principale via di comunicazione che collegava la Macedonia all'Asia (la futura Via Egnatia). La strada, stretta tra le pendici di una montagna e una palude, era costretta ad attraversare le mura della città. Questo conferiva a Filippi il controllo totale del traffico militare e commerciale lungo questa direttrice fondamentale[5].

#### Status
Vari elementi concorrono nell'evidenziare il fatto che la città non fu incorporata all'interno del regno macedone: le coniazioni autonome, l'uso dell' etnico e il calendario, mostrano che la città rimase fuori dai confini del regno e che godette di uno status differente rispetto alle altre. 

##### Monetazione autonoma
Filippi continuò a battere moneta propria in oro, argento e bronzo, come dimostra la legenda Φιλίππων (Philippōn) incisa su di esse. I disegni riprendevano quelli delle precedenti monete di Crenides (a loro volta derivati da Taso), con la testa di Eracle sul dritto e il tripode di Apollo sul verso. La città utilizzava sia questa monetazione locale sia quella reale macedone coniata a Pella e Anfipoli. Sebbene la presenza del tripode su alcune monete reali avesse fatto ipotizzare l'esistenza di una zecca reale a Filippi, lo storico Georges Le Rider ha smentito questa teoria, suggerendo piuttosto che Filippo II abbia occasionalmente incaricato la zecca civica di Filippi di produrre monete per la corona. La valuta locale circolò ampiamente fino alla fine del IV secolo a.C., quando fu progressivamente sostituita da quella reale.

##### Uso dell'etnico
Un altro elemento distintivo è l'uso dell'etnico. I cittadini di Filippi erano identificati esclusivamente come Φιλιππεύς/Φιλιππεῖς (Philippeus/Philippeis), e mai come Macedoni. Questo li differenziava dai cittadini di altre città macedoni, che nelle iscrizioni potevano essere indicati sia con l'etnico locale sia come Μακεδών (Makedōn). L'unica apparente eccezione è una testimonianza tarda di Plinio, che definisce "Macedo" l'autore Marsia di Filippi.

##### Calendario non macedone
Infine, la scoperta di atti di vendita della hierokerykeia databili alla fine del IV secolo a.C. testimonia che Filippi non utilizzava il calendario macedone, bensì uno basato sul culto dei Dodici Dei, utilizzato in seguito anche in altre fondazioni reali come Cassandrea e Demetriade. Significativamente, Filippi e, in seguito, le altre fondazioni reali adottarono questo calendario proprio mentre un'altra importante città, Anfipoli, lo stava abbandonando. Ciò sottolinea ulteriormente lo status speciale di Filippi come territorio non direttamente incorporato nel regno.

### Dalla conquista romana in poi
Nell'ottobre del 42 a.C. fu teatro della famosa battaglia di Filippi, decisiva per le truppe di Ottaviano e Antonio contro quelle degli uccisori di Giulio Cesare, Bruto e Cassio, che furono sconfitti; Ottaviano, divenuto successivamente Augusto, la elevò al rango di colonia.
La città di Filippi ebbe un notevole ruolo nei primi secoli del Cristianesimo; essa fu la prima città d'Europa ad essere evangelizzata da san Paolo, che alla comunità di Filippi indirizzò una delle sue epistole, la lettera ai Filippesi; anche sant'Ignazio di Antiochia e san Policarpo di Smirne indirizzarono alla chiesa locale alcuni dei loro scritti.
Fu un centro importante anche in epoca bizantina; fu occupata dai Latini durante la IV crociata e fu in seguito abbandonata.
Attualmente il sito è registrato nella lista del patrimonio dell'umanità (UNESCO, 2016).

## Ci rivedremo a Filippi
(Plutarco, Vita di Bruto, 36, 4)
(William Shakespeare, Giulio Cesare, Atto IV)
L'espressione popolare "ci rivedremo a Filippi" è usata per significare che prima o poi si arriverà alla resa dei conti e presagio di avverso destino; deriva dalle Vite parallele di Plutarco e successivamente ripresa letterariamente nel IV atto del Giulio Cesare di William Shakespeare laddove il fantasma di Giulio Cesare apparso a Bruto si rivolge con quelle parole, presagio della futura sconfitta, alle quali Bruto risponde "là ti rivedrò".